# Pușkareve, Velîka Bahacika
Pușkareve (în ucraineană Пушкареве) este un sat în comuna Bahacika Perșa din raionul Velîka Bahacika, regiunea Poltava, Ucraina.

## Demografie
Componența lingvistică a localității Pușkareve
     Ucraineană (100%)
Conform recensământului din 2001, toată populația localității Pușkareve era vorbitoare de ucraineană (100%).